# Чемпионат СССР по тяжёлой атлетике 1965
40-й чемпионат СССР по тяжёлой атлетике прошёл с 7 по 11 мая 1965 года в Ереване (Армянская ССР). В нём приняли участие 187 атлетов, которые были разделены на 8 весовых категорий и соревновались в троеборье (жим, рывок и толчок).

## Медалисты
| Категория                         | Золото                                        | Золото                       | Серебро                                            | Серебро                      | Бронза                                     | Бронза                           |
| До 56 кг (легчайший вес)          | Лев Андрианов «Труд» Шахты                    | 345 кг (110 + 105 + 130)     | Алексей Вахонин «Труд» Шахты                       | 335 кг (105 + 100 + 130)     | Пётр Ким «Кайрат» Алма-Ата                 | 332,5 кг (102,5 + 105 + 125)     |
| До 60 кг (полулёгкий вес)         | Евгений Минаев Вооружённые Силы Москва        | 365 кг (115 + 110 + 140)     | Анатолий Папазов Вооружённые Силы Львов            | 352,5 кг (110 + 105 + 137,5) | Владимир Руденко «Авангард» Черновцы       | 352,5 кг (112,5 + 102,5 + 137,5) |
| До 67,5 кг (лёгкий вес)           | Сергей Лопатин Вооружённые Силы Москва        | 420 кг (135 + 125 + 160)     | Евгений Кацура Вооружённые Силы Москва             | 415 кг (135 + 122,5 + 157,5) | Николай Ногайцев «Динамо» Москва           | 407,5 кг (130 + 122,5 + 155)     |
| До 75 кг (полусредний вес)        | Виктор Куренцов Вооружённые Силы Хабаровск    | 450 кг (145 + 130 + 175)     | Владимир Беляев Вооружённые Силы Киев              | 432,5 кг (125 + 135 + 172,5) | Александр Курынов «Буревестник» Казань     | 430 кг (140 + 125 + 165)         |
| До 82,5 кг (средний вес)          | Александр Кидяев «Авангард» Луганск           | 470 кг (155 + 137,5 + 177,5) | Виктор Шишов Вооружённые Силы Киев                 | 450 кг (140 + 132,5 + 177,5) | Рудольф Шум Вооружённые Силы Хабаровск     | 450 кг (140 + 135 + 175)         |
| До 90 кг (полутяжёлый вес)        | Анатолий Калиниченко «Динамо» Волгоград       | 470 кг (150 + 142,5 + 177,5) | Виктор Лях Вооружённые Силы Ростов-на-Дону         | 465 кг (160 + 135 + 170)     | Анатолий Майданюк Вооружённые Силы Львов   | 462,5 кг (152,5 + 135 + 175)     |
| До 102,5 кг (тяжёлый вес)         | Николай Мироненко «Труд» Москва               | 495 кг (170 + 145 + 180)     | Станислав Червяков Вооружённые Силы Ростов-на-Дону | 490 кг (167,5 + 137,5 + 185) | Александр Джеджелава «Колмеурне» Тбилиси   | 480 кг (160 + 145 + 175)         |
| Свыше 102,5 кг (супертяжёлый вес) | Леонид Жаботинский Вооружённые Силы Запорожье | 540 кг (180 + 160 + 200)     | Виктор Андреев «Авангард» Луганск                  | 525 кг (180 + 155 + 190)     | Станислав Батищев «Буревестник» Кривой Рог | 510 кг (167,5 + 155 + 187,5)     |